# Anoectangium roylei
Anoectangium roylei là một loài rêu trong họ Pottiaceae. Loài này được Mitt. mô tả khoa học đầu tiên năm 1859.